# اولیور آکواه
اولیور آکواه (انگلیسی: Oliver Acquah؛ زادهٔ ۲۲ مارس ۱۹۴۶) بازیکن فوتبال اهل غنا بود.